# Forushandeh
Forushandeh (en persa: فروشنده‎, El cliente en Hispanoamérica y El viajante en España) es una película dramática franco-iraní de 2016 dirigida por Asghar Farhadi. Fue incluida en la sección En Competencia del Festival de Cannes 2016. En Cannes, Shahab Hosseini ganó el premio a Mejor Actor y Asghar Farhadi ganó el premio al Mejor Guion. En septiembre de 2016, la película fue seleccionada como representante de Irán para competir por el Óscar a la mejor película de habla no inglesa en los 89.º Premios Óscar, en diciembre de 2016 quedó en la lista de nueve películas que fueron consideradas para nominación en dicha categoría, en enero de 2017 quedó en la lista definitiva de cinco nominados de la categoría, y en febrero de 2017 ganó el premio a Mejor Película de Lengua Extranjera, siendo este el segundo galardón para Farhadi (el primero fue por el film de 2011 Yodaí-e Nader az Simín).

## Argumento
Emad y Rana son una pareja casada que trabaja en el teatro, actualmente protagonizan una producción de La muerte de un vendedor de Arthur Miller, con Emad interpretando a Willy Loman y Rana interpretando a Linda. Emad también es un instructor popular en una escuela local, donde los jóvenes bromean acerca de que él es un "vendedor". Una noche, su apartamento comienza a colapsar y huyen del edificio con los otros residentes. Desesperados por encontrar un lugar para vivir, su compañero actor Babak consigue otro apartamento para ellos, donde una mujer se mudó recientemente, aunque se fue rápidamente abandonando numerosas pertenencias. Una noche, Rana está sola en casa y comienza a bañarse. Cuando Emad regresa, descubre que falta y el baño está cubierto de sangre. Se apresura al hospital, donde sus vecinos le informan sobre el estado de su esposa y le dicen que cambie las cerraduras del departamento. Se hace evidente que Rana no ha tenido un accidente, sino que ha sido atacada por un intruso. Emad también se entera por los vecinos de que la inquilina anterior era una prostituta que tenía conflictos con sus clientes.
Rana regresa a casa, pero sufre un trauma y es reacia a ir a la policía. Ella no se baña, por temor a ir al baño de nuevo, y en medio de una actuación, rompe a llorar y abandona el escenario. Aunque no recuerda el rostro de su atacante, Emad descubre que el culpable dejó las llaves de su auto, que coincide con una camioneta estacionada afuera. El atacante también dejó un teléfono móvil y dinero con el que Rana compró comestibles, creyendo que Emad se lo había dejado. Emad culpa cada vez más a Babak por ocultar la verdad sobre la exinquilina, hasta el punto de que en mitad de una representación, sin disimular su enojo real, llama degenerado a Charley, el personaje que interpreta Babak, aunque esto no figura en el libreto de Miller.
Finalmente, Emad recurre a uno de sus alumnos, cuyo padre solía trabajar en la Policía de Tránsito iraní. Él es capaz de rastrear el camión a un hombre llamado Majid. Emad consulta al futuro suegro de Majid, quien dice que el camión es compartido. Poco a poco, se vuelve evidente que el hombre mayor era él mismo el intruso, aunque niega haber atacado a Rana, lo que implica que simplemente la sobresaltó. Emad llama a la familia del anciano al apartamento y lo encierra en una pequeña habitación para esperar, con la intención de revelar su verdadero carácter a todos. Cuando abre la habitación, el viejo parece estar teniendo problemas cardíacos y Emad llama a Rana presa del pánico. Cuando Rana descubre lo que Emad pretende, ella dice que terminará entre ellos si persigue su venganza.
Cuando llega la familia, creen que han sido llamados a una emergencia médica, agradeciendo a Emad por salvar su vida. Justo antes de irse, Emad insiste en arreglar su cuenta con el anciano en privado, devolviendo el dinero que había dejado después del asalto de Rana. Sin ser visto por la familia, Emad le da una bofetada al anciano, que luego se desploma cuando se va con su familia, y llaman a una ambulancia. Rana y Emad regresan juntos al teatro.

## Elenco
- Shahab Hosseini como Emad.
- Taraneh Alidoosti como Rana.
- Babak Karimi como Babak.
- Farid Sajadhosseini como El hombre.
- Mina Sadati como Sanam.
- Maral Bani Adam como Kati.
- Mehdi Koushki como Siavash.
- Emad Emami como Ali.
- Shirin Aghakashi como Esmat.
- Mojtaba Pirzadeh como Majid.
- Sahra Asadollahi como Mojgan.
- Ehteram Boroumand como la señora Shahnazari.
- Sam Valipour como Sadra.[7]

## Recepción
El film recibió elogios por parte de la crítica. Mantiene una calificación "fresh" de 100% en Rotten Tomatoes, basada en 10 opiniones con un promedio sopesado de 6.3/10. La evaluación de Metacritic es 75%.
Owen Gleiberman escribió en Variety que "La nueva película de Asghar Farhadi, el magistral director iraní de [Yodaí-e Nader az Simín]] y The Past, es otra gema finamente tallada del suspense neorrealista." La crítica de Donald Clarke, de The Irish Times establece que "Lo último de Asghar Farhadi trae a otra familia bajo la tensión de un ataque violento." Jo-Ann Titmarsh de HeyUGuys escribió: "Asghar Farhadi cautivó a las audiencias y a los críticos con Yodaí-e Nader az Simín en 2011. Aunque su siguiente película, la ambientada en Francia The Past, fue menos exitosa, la última entrega del director fue altamente esperada. Aunque carece de la intensidad de Yodaí-e Nader az Simín, es una película interesante e inteligente." Deborah Young en The Hollywood Reporter resumió la película como "Particularmente magistral al final, pero no tan cautivadora."

### Galardones
| Lista de premios y nominaciones | Lista de premios y nominaciones                             | Lista de premios y nominaciones        | Lista de premios y nominaciones | Lista de premios y nominaciones | Lista de premios y nominaciones |
| Año                             | Premio                                                      | Categoría                              | Nominado(s)                     | Resultado                       | Ref(s)                          |
| ------------------------------- | ----------------------------------------------------------- | -------------------------------------- | ------------------------------- | ------------------------------- | ------------------------------- |
| 2016                            | Festival de Cannes                                          | Mejor Guion                            | Asghar Farhadi                  | Ganador                         | [ 1 ]                           |
| 2016                            | Festival de Cannes                                          | Mejor Actor                            | Shahab Hosseini                 | Ganador                         | [ 1 ]                           |
| 2016                            | Festival Internacional de Cine de Chicago                   | Premio Especial del Jurado Silver Hugo | Asghar Farhadi                  | Ganador                         | [ 13 ]                          |
| 2016                            | Premios de la Crítica Cinematográfica                       | Mejor Película en Lengua Extranjera    | Forushandeh                     | Nominado                        | [ 14 ]                          |
| 2016                            | Asociación de Críticos de Cine de Dallas–Fort Worth         | Mejor Película en Lengua Extranjera    | Forushandeh                     | 5.º puesto                      | [ 15 ]                          |
| 2016                            | Círculo de Críticos de Cine de Florida                      | Mejor Película en Lengua Extranjera    | Forushandeh                     | Nominado                        | [ 16 ]                          |
| 2016                            | Festival de Cine de Mumbái                                  | Premio de la Audiencia                 | Forushandeh                     | Ganador                         | [ 17 ]                          |
| 2016                            | Festival de Cine de Múnich                                  | Mejor Película Internacional           | Forushandeh                     | Ganador                         | [ 18 ]                          |
| 2016                            | Junta Nacional de Crítica                                   | Mejor Película en Lengua Extranjera    | Forushandeh                     | Ganador                         | [ 19 ]                          |
| 2016                            | Círculo de Críticos de Cine de San Francisco                | Mejor Película en Lengua Extranjera    | Forushandeh                     | Nominado                        | [ 20 ] [ 21 ]                   |
| 2016                            | Semana Internacional de Cine de Valladolid                  | Mejor Película                         | Forushandeh                     | Ganador                         | [ 22 ]                          |
| 2016                            | Festival Internacional de Cine de Vancouver                 | Película Internacional Más Popular     | Asghar Farhadi                  | Finalista                       | [ 23 ]                          |
| 2016                            | Asociación de Críticos de Cine del Área de Washington D. C. | Mejor Película en Lengua Extranjera    | Forushandeh                     | Nominado                        | [ 24 ]                          |
| 2016                            | Premios Óscar                                               | Mejor película de habla no inglesa     | Forushandeh                     | Ganadora                        |                                 |
| 2017                            | Premios Oscar                                               | Mejor Película en Lengua Extranjera    | Forushandeh                     | Ganadora                        | [ 5 ]                           |
| 2017                            | Asociación de Críticos de Cine de Denver                    | Mejor Película en Lengua Extranjera    | Forushandeh                     | Nominado                        | [ 25 ]                          |
| 2017                            | Globos de Oro                                               | Mejor Película en Lengua Extranjera    | Forushandeh                     | Nominado                        | [ 26 ]                          |
| 2017                            | Sociedad de Críticos de Cine Online                         | Mejor Película en Lengua Extranjera    | Forushandeh                     | Nominado                        | [ 27 ]                          |
| 2017                            | Premios Satélite                                            | Mejor Película en Lengua Extranjera    | Forushandeh                     | Ganador                         | [ 28 ]                          |